# فرودگاه بین‌المللی لوئیز مونز مارین
فرودگاه بین‌المللی لوئیز مونز مارین (به انگلیسی: Luis Muñoz Marín International Airport) یک فرودگاه همگانی بهره‌برداری هوایی با کد یاتا SJU است که یک باند فرود آسفالت دارد. این فرودگاه در شهر سان خوآن کشور پورتوریکو قرار دارد.

## شرکت‌های هواپیمایی و مقصدهای پروازی

Lesser Antilles and local destinations from SJU.

Caribbean, South and Central American destinations from SJU.

United States and Canada destinations from SJU.

European destinations from SJU.

### مسافری
| شرکت‌های هواپیمایی                  | مقصدهای پروازی |
| ---------------------------------- | --- |
| ایر آنتیل اکسپرس                   | مارتینیک امه سزر، پوانت آ پیتر، پرینسس جولیانا |
| ایر کانادا                         | فصلی: مونترآل-پییر الیوت ترودو، پیرسون تورنتو |
| Air Century                        | لا ایزبلا |
| ایر اروپا                          | مادرید-باراخاس |
| ایر فلامنکو                        | بنیامین ریویرا نرییگا، انتونیو ریویرا رودریگز |
| Air Sunshine                       | کلیتن جی. لوید، ملویل هال، ونس و. آموری، پرینسس جولیانا، سیرل گری کینگ، ترانس بی. لتسام، انتونیو ریویرا رودریگز، ویرجین گوردا                                           |
| Air Transat                        | فصلی: مونترآل-پییر الیوت ترودو، پیرسون تورنتو (آغاز هردو از ۲۴ دسامبر ۲۰۱۷)                                                                                             |
| الیجنت ایر                         | اورلندو سنفورد فصلی: سینسیناتی/کنتاکی شمالی، پیتسبورگ، رالی-دورهام (آغاز از ۱۵ دسامبر ۲۰۱۷)                                                                             |
| امریکن ایرلاینز                    | شارلوت داگلاس، اوهر شیکاگو، دالاس-فورت ورث، میامی، جان اف کندی (پایان در ۲۱ اوت ۲۰۱۷)، فیلادلفیا                                                                        |
| اویانکا                            | ال دورادو |
| کیپ ایر                            | بنیامین ریویرا نرییگا، Mayagüez، هنری ئی. رولسن، سیرل گری کینگ، ترانس بی. لتسام، انتونیو ریویرا رودریگز، ویرجین گوردا                                                   |
| کوندور فلوگدینست                   | فرانکفورت |
| کوپا ایرلاینز                      | توکومن |
| دلتا ایرلاینز                      | هارتسفیلد-جکسون آتلانتا، جان اف کندی فصلی: متروپولیتن شهرستان وین دیترویت، مینیاپولیس−سنت پل                                                                            |
| فرانتیر ایرلاینز                   | هارتسفیلد-جکسون آتلانتا (آغاز از ۵ اکتبر ۲۰۱۷), میامی (آغاز از ۵ اکتبر ۲۰۱۷), اورلاندو، فیلادلفیا                                                                       |
| ایبریا ایرلاین                     | فصلی: مادرید-باراخاس |
| اینترکارابین ایرویز                | پراویدنشیالز، ترانس بی. لتسام |
| جت‌بلو                              | لوگان، فورت لادردیل–هالیوود، بردلی، جان اف کندی، لیبرتی نیوآرک، اورلاندو، پونتا کانا، سیباو، لا امریکاس، هنری ئی. رولسن، سیرل گری کینگ، تمپا، ملی رونالد ریگان واشینگتن |
| LIAT                               | ملویل هال |
| پاوا دومینیکانا                    | لا امریکاس |
| سیبورن ایرلاینز                    | کلیتن جی. لوید، و.س. برد، ملویل هال، لا رومانا، ونس و. آموری، پونتا کانا، لا امریکاس، هنری ئی. رولسن، رابرت ل. بریدشو، سیرل گری کینگ، پرینسس جولیانا، ترانس بی. لتسام   |
| ساوت‌وست ایرلاینز                   | ثرگود مارشال بالتیمور واشینگتن، میدوی شیکاگو، فورت لادردیل–هالیوود، ویلیام پی. هابی، لیبرتی نیوآرک، اورلاندو، تمپا                                                      |
| Spirit Airlines                    | فورت لادردیل–هالیوود، اورلاندو |
| Sun Country Airlines               | ساوثوست فلوریدا، مینیاپولیس−سنت پل |
| تریدویند اوییشن                    | کلیتن جی. لوید، ونس و. آموری، گوستاف ۳ |
| یونایتد ایرلاینز                   | اوهر شیکاگو، جرج بوش، لیبرتی نیوآرک، دالس واشینگتن فصلی: کلیولند هاپکینز                                                                                                |
| ویکوس ایر لینک                     | انتونیو ریویرا رودریگز |
| Volaris                            | کانکون، کینتانا رو |
| وست جت                             | فصلی: پیرسون تورنتو |
| وین ایر اجرا توسط ایر آنتیل اکسپرس | پرینسس جولیانا |

### پروازهای چارتر
| شرکت‌های هواپیمایی                   | مقصدهای پروازی |
| ----------------------------------- | --- |
| Air Sunshine                        | کلیتن جی. لوید، ملویل هال، ونس و. آموری، پرینسس جولیانا، ترانس بی. لتسام، ویرجین گوردا، و.س. برد، سنت لوسیا، فرودگاه‌ای. تی. جاشوا، ماریس بیشاپ، پیارکو، جمهوری دومینیکن، جزایر تورکس و کایکوس، کویین بیاتریکس، هاتو، گرانتلی ادمز               |
| Fly BVI Ltd – Caribbean Air Charter | آگوست جرج، ترانس بی. لتسام، ویرجین گوردا، کنفیلد |
| ایسترن ایر لاینز                    | فصلی: کانکون، کینتانا رو، پونتا کانا |
| آیلند بردز                          | فصلی: کلیتن جی. لوید، ملویل هال، ونس و. آموری، پرینسس جولیانا، ترانس بی. لتسام، ویرجین گوردا، و.س. برد، سنت لوسیا، فرودگاه‌ای. تی. جاشوا، ماریس بیشاپ، پیارکو، جمهوری دومینیکن، جزایر تورکس و کایکوس، کویین بیاتریکس، هاتو، گرانتلی ادمز، کنفیلد |
| میامی ایر اینترنشنال                | فصلی: پونتا کانا |
| Rainbow International Airlines      | کلیتن جی. لوید |
| سانگ‌برد ایرویز                      | فصلی: پونتا کانا |
| Swift Air                           | فصلی: کانکون، کینتانا رو، پونتا کانا |
| World Atlantic Airlines             | فصلی: اورلاندو، پونتا کانا |
| VI Airlink                          | فصلی: ترانس بی. لتسام |
| Xtra Airways                        | فصلی: کانکون، کینتانا رو، پونتا کانا |

### باری
| شرکت‌های هواپیمایی                      | مقصدهای پروازی |
| -------------------------------------- | --- |
| ای‌بی‌ایکس ایر                           | میامی، توسن لوورتور |
| Air Cargo Carriers                     | رافائل هرناندز، و.س. برد، هنری ئی. رولسن، سیرل گری کینگ، ترانس بی. لتسام                                                             |
| Air Sunshine                           | کلیتن جی. لوید، ملویل هال، ونس و. آموری، پرینسس جولیانا، سیرل گری کینگ، ترانس بی. لتسام، انتونیو ریویرا رودریگز، ویرجین گوردا        |
| Ameriflight                            | رافائل هرناندز، کویین بیاتریکس، گرانتلی ادمز، سیمون بولیوار، هنری ئی. رولسن، رابرت ل. بریدشو، هوانورا، پرینسس جولیانا، سیرل گری کینگ |
| Amerijet International                 | میامی |
| کارگولوکس                              | هارتسفیلد-جکسون آتلانتا، لوگزامبورگ - فیندل                                                                                          |
| Contract Air Cargo                     | و.س. برد |
| دی‌اچ‌ال اوییشن اجرا توسط ای‌بی‌ایکس ایر   | سینسیناتی/کنتاکی شمالی، اورلاندو |
| هواپیمایی اتحاد                        | اسخیپول آمستردام، ال دورادو، ابوظبی                                                                                                  |
| فدکس اکسپرس                            | ممفیس |
| فدکس اکسپرس اجرا توسط مانتین ایر کارگو | و.س. برد، پوانت آ پیتر، هنری ئی. رولسن، رابرت ل. بریدشو، پرینسس جولیانا، سیرل گری کینگ، ترانس بی. لتسام                              |
| Swift Air Cargo                        | میامی، پرینسس جولیانا |
| یوپی‌اس ایرلاینز                        | جکسنویل، لوئیویل |